# Buldon
Buldon is een gemeente in de Filipijnse provincie Maguindanao op het eiland Mindanao. Bij de laatste census in 2007 had de gemeente bijna 37 duizend inwoners.

## Geografie

### Bestuurlijke indeling
Buldon is onderverdeeld in de volgende 15 barangays:
| - Ampuan - Aratuc - Cabayuan - Calaan - Dinganen - Edcor - Karim - Kulimpang | - Mataya - Minabay - Nuyo - Oring - Pantawan - Piers - Rumidas |

## Demografie
Buldon had bij de census van 2007 een inwoneraantal van 36.937 mensen. Dit zijn 10.034 mensen (37,3%) meer dan bij de vorige census van 2000. De gemiddelde jaarlijkse groei komt daarmee uit op 4,47%, hetgeen hoger is dan het landelijk jaarlijks gemiddelde over deze periode (2,04%). Vergeleken met de census van 1995 is het aantal mensen met 12.728 (52,6%) toegenomen.

De bevolkingsdichtheid van Buldon was ten tijde van de laatste census, met 36.937 inwoners op 429,4 km², 86 mensen per km².